# Lysipomia pumila
Lysipomia pumila là loài thực vật có hoa trong họ Hoa chuông. Loài này được (Wedd.) E.Wimm. mô tả khoa học đầu tiên năm 1937.